# Кен Парк
«Кен Парк» (англ. Ken Park) — фильм 2002 года режиссёра Ларри Кларка о жизни подростков, их проблемах в семье и личной жизни.
«Кен Парк» должен был стать первым фильмом в режиссёрской карьере Ларри Кларка, но из-за проблем с финансированием данного проекта фильм «Детки» был снят раньше.

## Сюжет
«Кен Парк» — это история четырёх семей (подростков и их родителей) в небольшом городе Висейлия, штат Калифорния.. Фильм рассказывает о жизни друзей — троих ребят и одной девушки — и их родителей.
Шон, издевающийся над младшим братом, отправился к своей девушке, но встретился с её матерью и вместо того, чтобы заняться с ней вагинальным сексом, делает ей куннилингус.
Тейт, очень яростно относившийся к игре «Скрэббл», занялся онанизмом под звуки теннисного матча, придушив себя поясом от халата, а после взял нож и зарезал им своих дедушку и бабушку.
Клод отвергает отца, который сначала обвинял его в отсутствии мужественности, а потом сам пытался насильно сделать ему минет, и уходит из дома.
Отец же Пичес — религиозный фанатик — берёт в жены свою дочь, которая в итоге занимается групповым сексом с Шоном и Клодом.

## В ролях
| Актёр          | Роль               |
| -------------- | ------------------ |
| Адам Чуббук    | Кен Парк           |
| Джеймс Баллард | Шон                |
| Джеймс Рэнсон  | Тейт               |
| Тиффани Лаймос | Пичес              |
| Мэйв Квинлен   | Ронда              |
| Стив Джассо    | Клод               |
| Сет Грей       | брат Шона          |
| Эдди Дэниелс   | мать Шона          |
| Уэйд Уильямс   | отец Клода         |
| Аманда Пламмер | мать Клода         |
| Харрисон Янг   | дедушка Тейта      |
| Зара МакДоуэлл | Зое                |
| Ларри Кларк    | продавец хот-догов |

## Награды и номинации
В 2002 году на МКФ в Вальядолиде фильм был номинирован на главную премию «Золотой колос». Также «Кен Парк» был участником основного конкурса Международного кинофестиваля в Чонджу.

## Критика и отзывы
На сайте Rotten Tomatoes фильм имеет 43 % «свежести» со средним баллом 4,7 из 10, который подсчитывает процент положительных отзывов и на их основе выставляет средний балл в рецензиях, опубликованных другими изданиями.
По мнению обозревателя Variety Тодда Маккарти, несмотря на грубую откровенность, «фильм визуально прекрасен» и «имеет определённые отсылки к восточно-европейскому кино 60-х». Также Маккарти отмечает блестящую работу Эдварда Лэкмена, указанного в титрах не только оператором, но и сорежиссёром.
Российский кинокритик Сергей Кудрявцев в своей книге «3500 кинорецензий» пишет: «Если в „Красоте по-американски“ Сэма Мендеса преувеличенно мучился проблемами среднего возраста обеспеченный представитель так называемого „высшего среднего класса“, принадлежа к поколению последних „бэби-бумеров“, которые родились уже в конце 50-х годов, то в „Кене Парке“ куда более обострённо страдают от одиночества и отчуждения те, кто появился на свет в „тупую эпоху Рейгана“». Критик также сожалеет, что фильм не был оценён по достоинству.
Фильм запрещён к распространению в Австралии, Норвегии, Канаде и Белоруссии.